# Auchmeromyia choerophaga
Auchmeromyia choerophaga är en tvåvingeart som först beskrevs av Émile Roubaud 1911.  
Auchmeromyia choerophaga ingår i släktet Auchmeromyia och familjen spyflugor. Inga underarter finns listade i Catalogue of Life.